# VICTORY (JAM Projectの曲)
「VICTORY」（ヴィクトリー）は、JAM Projectの20枚目のシングル。2004年4月21日にLantisから発売された。

## 概要
表題曲「VICTORY」は、PlayStation 2用ソフト『スーパーロボット大戦MX』のオープニングテーマ、カップリング曲「約束の地」は同ゲームエンディングテーマにそれぞれ使用された。A面「VICTORY」B面「約束の地」共、2008年12月25日に発売された『SUPER ROBOT WARS JAM Project SONGS』にも収録されている。
「VICTORY」は2011年1月にカタールで開催されたAFCアジアカップ2011にて、1月25日の準決勝日本対韓国戦及び1月30日の決勝日本対オーストラリア戦での日本代表勝利BGMとして使われた。これを用いたのはアジアサッカー連盟の担当者によるものだという。
また、1月30日にJAM Projectの公式ページにおいて、勝利を歌ったこの歌が会場で流された事について「とても光栄に思っています」と、JAM Projectから祝福のコメントが掲載された。
第2次スーパーロボット大戦OGではAI1戦で、歌詞付きでBGMとして流れる。

## 収録曲
全作曲・編曲：河野陽吾
1. VICTORY [5:35] 
作詞：影山ヒロノブ
2. 約束の地 [5:57] 
作詞：奥井雅美
3. VICTORY（off vocal）
4. 約束の地（off vocal）

## 収録アルバム
| 曲名     | 収録アルバム                                    | 発売日        | 備考              |
| -------- | ----------------------------------------------- | ------------- | ----------------- |
| VICTORY  | 『JAM-ISM 〜JAM Project BEST COLLECTION III〜』 | 2004年9月23日 | 3rdベストアルバム |
| 約束の地 | 『JAM-ISM 〜JAM Project BEST COLLECTION III〜』 | 2004年9月23日 | 3rdベストアルバム |